# Сэвулеску, Алиса
Алиса Сэвулеску (рум. Alice Săvulescu; 29 октября 1905, Олтеница, Румыния — 1 февраля 1970, Бухарест, Румыния) — румынский миколог и фитопатолог.

## Биография
В 1924 году поступила в Бухарестский университет, который она окончила в 1929 году. С 1929 по 1931 год работала в Институте культивирования табака и брожения. В 1931 году переехала в Колумбию, где она работала с 1931 по 1934 год. В 1934 году вернулась в Румынию и устроилась на работу в Румынский сельскохозяйственный институт, где она с 1934 по 1939 год заведовала лабораторией, а с 1939 по 1949 год заведовала отделом фитопатологии. С 1950 по 1970 год заведовала отделом микробиологии и фитопатологии Института биологии.

## Личная жизнь
Вышла замуж за учёного Траяна Сэвулеску.

## Научные работы
- Изучала взаимоотношения системы паразит — хозяин, вирусные болезни ряда растений и действия фунгицидов.

## Членство в обществах
- Член Нью-Йоркской АН.
- Член Румынской АН.
- Член ряда других научных обществ.